# 莫斯托韋 (布拉特西克區)
48°3′35″N 31°34′16″E / 48.05972°N 31.57111°E
莫斯托韋（烏克蘭語：Мостове），是烏克蘭南部的村莊，隸屬尼古拉耶夫州的沃茲涅先斯克區。該村面積0.74平方公里，海拔高度164米，2001年人口193，人口密度每平方公里260.2人。